# エアロドローム

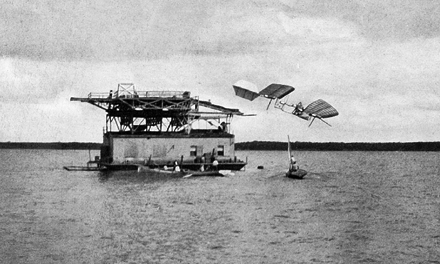
有人機エアロドロームの最初の試験飛行の失敗, 1903年10月7日

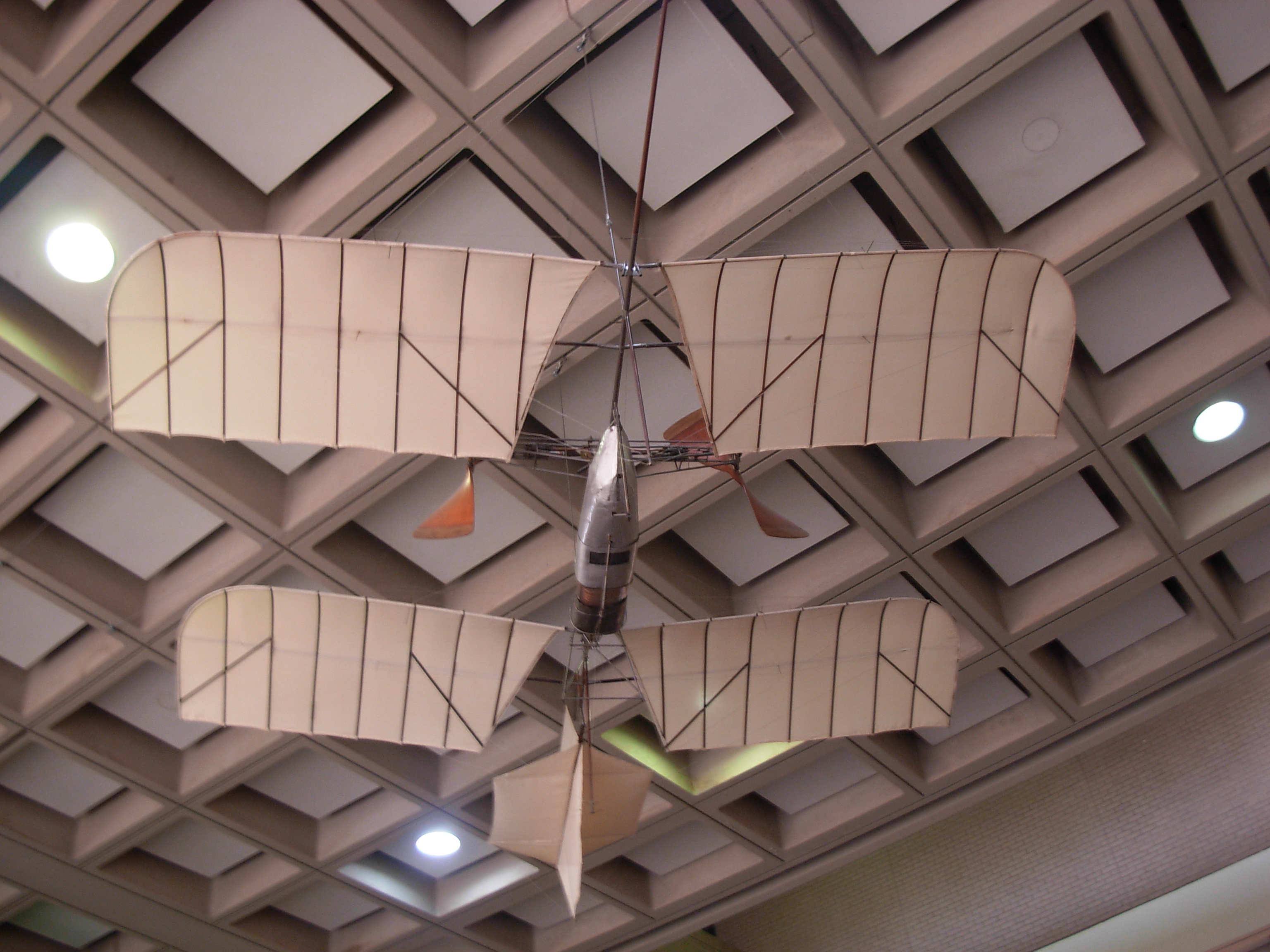

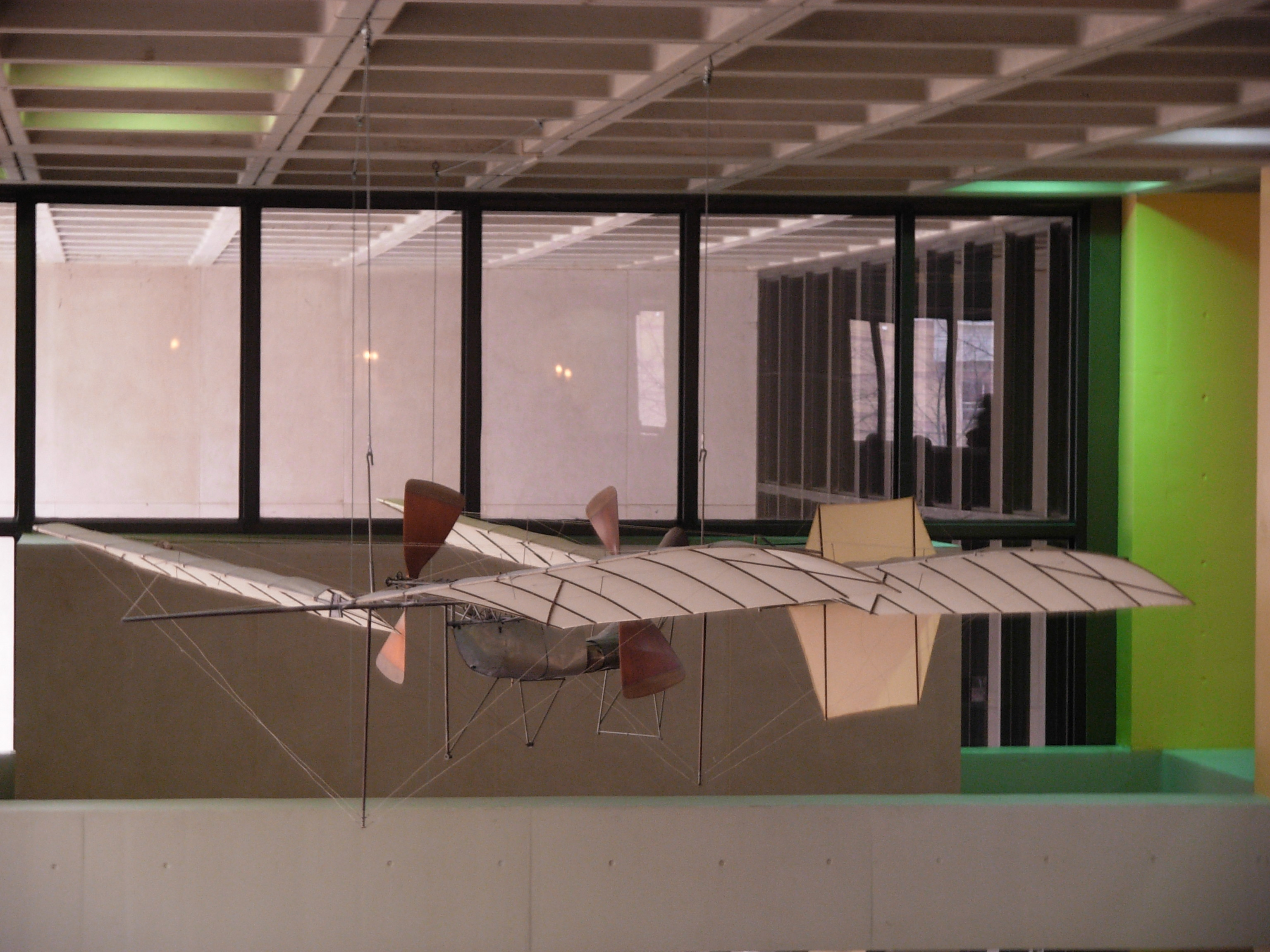
エアロドローム、モデルNo.6 (Wesley W. Posvar Hallにて展示)

エアロドローム(Aerodrome)は、1898年に5万ドルでアメリカ陸軍からの依頼によってサミュエル・ラングレーが開発した実験的航空機。 熱気球ではないタイプの飛行物体を開発する目的でプロジェクトは開始され、空気より重いものを飛ばすという目的は無人機で達成されたが、有人飛行には失敗した。ラングレーの没後にようやくエアロドロームは有人飛行に成功するが、実際はラングレーが設計したものとは別物であった。

## 概要
このエアロドロームとは、スミソニアン学術協会の長官、サミュエル・ラングレーによって設計された一連の試作機に付けられた名前。1890年代(無人機)と1900年代前半(二人乗り有人機)に彼の指図を受けてスミソニアンスタッフによって製作された。尚、エアロドロームとは、「空中を走る者」というギリシアの言葉からなるもの。

## 無人機
1894年に始まる一連の失敗のテストの後に、ラングレーの無人の蒸気駆動のモデル「No.5」は、1896年5月6日に時速25マイルで90秒、距離は約0.5マイル、高度80～100フィートの飛行に成功した。 同年11月に、モデル「No.6」は5,000フィート以上飛行した。 
尚、モデル「No.5」、「No.6」はカンチコ(バージニア州)の近くのポトマック川の中でハウスボートからワシントンD.C.の南に向けて発射された。

## 有人機
5万ドルの合衆国軍事予算の交付金で組み立てられて、チャールズ・マンリー(Charles M. Manly)によって操縦された実物大のAerodromeは、1903年10月7日、および同年12月8日に同様にテストされた。ちなみに12月8日のわずか9日後に、ライト兄弟が、キティホーク(ノースカロライナ州)にて4回の試験飛行に成功している。この試みは両方とも、飛行できずにポトマック川に墜落している。尚、パイロットは無傷で救助されている。
エアロドロームは、53馬力と、1903年のライト兄弟のガソリンエンジンのものの約4倍もの出力を持ったエンジンを搭載していたが、ラングレーは機体の空力特性についての計算と航空機の制御という問題に十分な目を向けなかった。ラングレーは機体それ自体が安定性を持っていれば、操縦者の技量とは関係無く飛行できるものと考えていた。これは操縦応答性を最優先し安定性を犠牲にしたライトフライヤー号とは全く逆のコンセプトであり、そして無惨な失敗となった。
エアロドロームは実験後解体され、この実験が新聞とアメリカ合衆国議会で嘲笑の的となったことを知ったラングレーは追加試験を中止した。

## その後

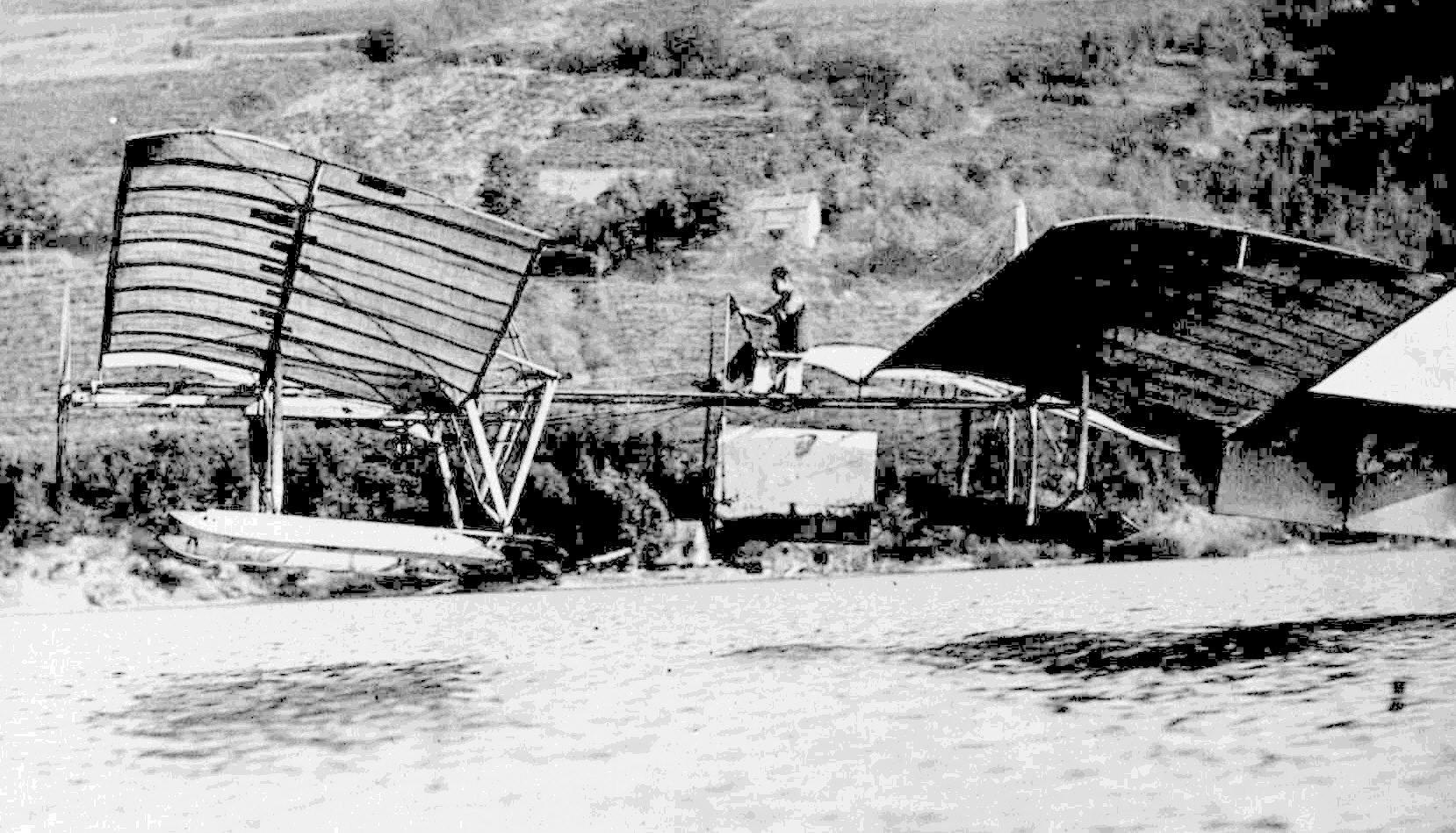
カーチスにより改造されたエアロドローム。オリジナルにはなかったフロートが付いている。

グレン・カーチスは、スミソニアンの承認をもってエアロドロームを改造して、1914年にいくつかの短い飛行を成功させた。これは、航空機でのライト兄弟の特許を回避する試みの一部である。この機体はオリジナルから大幅な改造が加えられており、もはや別機と言えるものであった。
これらの飛行に基づいて、スミソニアンは「飛行ができる」最初に空気より重い有人の、そして、動力付きの航空機として博物館にエアロドロームを展示した。 この行為はオービル・ライト(ウィルバー・ライトは、1912年に死去)との不和の引き金となった。正しくない航空機の歴史を広める行為として、オービル・ライトは、スミソニアンを起訴した。そして、オリジナルのフライヤー号をスミソニアンに寄贈するのを拒否した。
スミソニアン協会が1914年の実験を否定し、オーヴィル・ライトに陳謝するのは、1942年の事であった。

## 模型
エアロドロームの模型は2つが現存する。モデルNo.5(飛ぶ最初の重航空機)はワシントンの国立航空宇宙博物館で展示されている。 モデルNo.6は、Wesley W. Posvar Hall(ピッツバーグ大学)にある。 モデルNo.6は、改良版ではなく、オリジナルの形状で復元された。
一部は当時無かった素材が使われているものの、尾翼や数個の骨組は、スミソニアン学術協会によって提供されたオリジナルの木を使用している。

## 搭載エンジン（有人機）
- マンリー・バルザー：　水冷5気筒星型エンジン、 52hp/950rpm、 62kg